# Clarithromycin
Clarithromycin, được bán dưới tên thương mại là Biaxin cùng với một số tên khác, là một loại kháng sinh được sử dụng để điều trị các bệnh nhiễm khuẩn khác nhau. Các bệnh này có thể kể đến như viêm họng do liên cầu khuẩn, viêm phổi, nhiễm trùng da, nhiễm khuẩn Helicobacter pylori và bệnh Lyme, cùng với một số những bệnh khác. Clarithromycin có thể uống dưới dạng viên (rắn) hoặc dạng dung dịch (lỏng).
Các tác dụng phụ thường gặp có thể kể đến như buồn nôn, nôn, đau đầu và tiêu chảy. Phản ứng dị ứng nặng là rất hiếm. Một số vấn đề về gan khi dùng thuốc cũng đã được ghi nhận. Clarithromycin có thể gây hại nếu dùng trong thai kỳ. Đây là một kháng sinh lớp macrolid và hoạt động bằng cách giảm sinh tổng hợp protein của một số vi khuẩn.
Clarithromycin được phát triển vào năm 1980. Nó nằm trong danh sách các thuốc thiết yếu của Tổ chức Y tế Thế giới, tức là nhóm các loại thuốc hiệu quả và an toàn nhất cần thiết trong một hệ thống y tế. Clarithromycin có sẵn dưới dạng thuốc gốc. Chi phí bán buôn ở các nước đang phát triển là từ 0,13 đến 0,79 USD mỗi liều. Tại Hoa Kỳ, nó có mức chi phí vừa phải từ 50 đến 100 USD cho một quá trình điều trị. Chúng được tổng hợp từ erythromycin và được gọi là 6-O-methylerythromycin.